# Светидимитровски платеж
Светидимтировският платеж е разход който Дубровнишката република заплаща ежегодно на краля на Сърбия (по-точно според титулатурата на сърбите) през XIV век.
Обозначението на плащането на сумата възлизаща на 2000 перпери годишно е условно, понеже в дубровнишките архиви са отразени плащания на Димитровден за период от над 30-ина години (1313-1346) на трима от Неманичите (Стефан Милутин, Стефан Дечански и Стефан Душан - до обявяването на последния и коронясването му за цар на Великден 1346 г. в Скопие). Спиране плащането на дължимия налог вероятно се дължи на принизяването на кралската титла (дадена на Стефан Първовенчани през 1217 г. от папа Хонорий III) от Стефан Душан.
Сръбската историография третира това плащане като дължимо към владетеля на сърбите. От дубровнишкия архив са запазени само кратки писмени документи за налога съдържащи три реквизита: адрес, експозиция и подпис, от които не може да се извлече изчерпателна информация за фактите и обстоятелствата около тези ежегодни плащания. От гледна точка на съвременното международно право, тези ежегодни плащания се приемат като един вид установени своеобразни дипломатически отношения, но не точно васални.
Платимото на Димитровден се разглежда в контекста на международните отношения през XIV век, и главно тези между Константинопол и Рим за доминация над сръбските земи, чийто диоцез е бил спорен между източната и западна църква още от IV век. В приемането на царската титулатура от Душан, Дубровник си намира повод да спре плащането. Никола Алтоманович нанася големи щети на града заради отказа му да плаща дължимата сума, но след залавянето на Никола в Ужичката крепост и разделянето на владението му между тримата му съседи, Дубровник възстановява плащането на Кралство Босна от Димитровден 1377 г., когато над гроба на Свети Сава в Милешево, Твърдко I е коронясан за крал, титла признавана от запада. Това е третата кралска титла в сръбските земи, след тази на Войславлевичите от Зета и Неманичите от Рашка.